# Pelusios cupulatta
Pelusios cupulatta är en sköldpaddsart som beskrevs av  Roger Bour och Jérôme Maran 2003. Pelusios cupulatta ingår i släktet Pelusios och familjen pelomedusasköldpaddor. Inga underarter finns listade i Catalogue of Life.

## Urbredning
Arten förekommer i Elfenbenskusten, Liberia och Ghana.